# Centroscyllium ornatum
El tollo negro elegante (Centroscyllium ornatum) es un escualiforme poco conocido de la familia Etmopteridae. Habita en las aguas profundas de los taludes continentales del océano Índico, el mar Arábigo y la bahía de Bengala, a profundidades de entre 520 y 1260 m. Su longitud máxima es de 30 cm.
Su reproducción es ovovivípara.